# Wakunguma Shapa
Wakunguma Shapa (23 de enero de 1976) es un deportista zambiano que compitió en judo. Ganó una medalla de bronce en los Juegos Panafricanos de 2007 en la categoría de –66 kg.

## Palmarés internacional
| Juegos Panafricanos | Juegos Panafricanos | Juegos Panafricanos | Juegos Panafricanos |
| Año                 | Lugar               | Medalla             | Categoría           |
| ------------------- | ------------------- | ------------------- | ------------------- |
| 2007                | Argel (Argelia)     | Medalla de bronce   | –66 kg              |